# Bogusław Cupiał
Bogusław Piotr Cupiał (ur. 29 czerwca 1956 w Sławkowie) – polski przedsiębiorca, jedyny właściciel przedsiębiorstwa Tele-Fonika Kable S.A. (od 1992) i Wisły Kraków SA. (1997–2016).

## Życiorys
Ukończył szkołę podstawową w Sławkowie i technikum kolejowe w Sosnowcu, gdzie prowadził też sklep z farbami. W 1992 roku założył w Myślenicach wraz ze Zbigniewem Urbanem i Stanisławem Ziętkiem fabrykę kabli pod firmą Tele-Fonika. Przedsiębiorstwo dzięki statusowi zakładu pracy chronionej oraz dobrej koniunkturze w telekomunikacji zaczęło przynosić spore zyski, a po przejęciu Krakowskiej Fabryki Kabli (1998) oraz Elektrimu Kable (2002) stało się jedną z największych fabryk kabli w Europie (obecnie 4. miejsce pod względem produkcji). W 2008 wygrał kontrakty na położenie kabli na lotnisku Heathrow i w Nowym Orleanie.
Bogusław Cupiał w 1998 stał się udziałowcem klubu piłkarskiego Wisła Kraków. Dofinansował znacząco ten klub, co pozwoliło mu wyjść z długów i walczyć z powodzeniem o Mistrzostwo Polski w piłce nożnej oraz dojść do 1/8 Pucharu UEFA w sezonie 2002/2003. Od momentu przejęcia klubu Wisła zdobyła 8 razy Mistrzostwo Polski (1999, 2001, 2003, 2004, 2005, 2008, 2009 i 2011), 2 razy Puchar Polski w piłce nożnej (2002 i 2003), raz Puchar Ligi (2001) i raz Superpuchar kraju (2001). Sprowadził do klubu takich trenerów jak Franciszek Smuda, Henryk Kasperczak czy Jerzy Engel oraz piłkarzy takich jak Tomasz Frankowski, Maciej Żurawski, Marcin Baszczyński, Arkadiusz Głowacki czy Radosław Sobolewski.
W rankingu miesięcznika Forbes (z 2008) znalazł się na 1062. miejscu z majątkiem wycenianym na 1,0 mld USD.
Mieszka w Myślenicach. W 2021 wraz z córką Moniką zajął 19. miejsce na liście najbogatszych Polaków magazynu „Forbes” z majątkiem wycenianym na 2,2 mld zł.

## Miejsce na liście najbogatszych PolakówWprost[3]
- 2015 r. – miejsce 28 (800 mln zł)
- 2013 r. – miejsce 26 (1,04 mld zł)
- 2012 r. – miejsce 11 (1,6 mld zł)
- 2011 r. – miejsce 21 (1,2 mld zł)
- 2009 r. – miejsce 14 (1,4 mld zł)
- 2008 r. – miejsce 5 (5,0 mld zł)
- 2007 r. – miejsce 6 (3,6 mld zł)
- 2006 r. – miejsce 8 (2,0 mld zł)
- 2005 r. – miejsce 11 (1,4 mld zł)
- 2004 r. – miejsce 8 (1,35 mld zł)
- 2003 r. – miejsce 7 (1,3 mld zł)
- 2002 r. – miejsce 6 (1,7 mld zł)